# Pica-pau-de-darjeeling
Pica-pau-de-darjeeling ou pica-pau-do-himalaia-oriental (Dendrocopos darjellensis) é uma espécie de ave da família Picidae. Ocorre na parte norte do subcontinente indiano, principalmente nos Himalaias e nalgumas áreas adjacentes.